# 2016년 한국시리즈
2016 타이어뱅크 KBO 한국시리즈는 지난해 한국시리즈 우승팀이자 KBO리그 단일시즌 최다승 신기록을 경신하고 21년 만에 정규리그 우승을 차지한 정규시즌 1위 두산 베어스와 2011년 창단 이후 5년만이자 1군 진입 4시즌만에 한국시리즈에 진출한 플레이오프 승리팀인 NC 다이노스간의 7전 4선승제 경기로 2016년 10월 29일부터 11월 2일까지 진행되었다. 잠실 중립경기가 폐지됨에 따라 1, 2, 6, 7차전은 1위팀 구장에서 치러지며 3, 4, 5차전은 플레이오프 승리팀 구장에서 치러졌다. 결과는 두산 베어스가 NC 다이노스를 시리즈 전적 4전 전승으로 스윕하면서 21년 만에 통합우승이자 한국시리즈 2연패를 달성했다. 한국시리즈 MVP는 16타수 7안타 1홈런 4타점 타율 0.438을 기록한 양의지에게 돌아갔다.

## 정규시즌
| 순위 | 구단          | 경기 | 승 | 무 | 패 | 승률  | 승차 |
| ---- | ------------- | ---- | -- | -- | -- | ----- | ---- |
| 1    | 두산 베어스   | 144  | 93 | 1  | 50 | 0.650 | 0.0  |
| 2    | NC 다이노스   | 144  | 83 | 3  | 58 | 0.589 | 9.0  |
| 3    | 넥센 히어로즈 | 144  | 77 | 1  | 66 | 0.538 | 16.0 |
| 4    | LG 트윈스     | 144  | 71 | 2  | 71 | 0.500 | 21.5 |
| 5    | KIA 타이거즈  | 144  | 70 | 1  | 73 | 0.490 | 23.0 |
| 6    | SK 와이번스   | 144  | 69 | 0  | 75 | 0.479 | 24.5 |
| 7    | 한화 이글스   | 144  | 66 | 3  | 75 | 0.468 | 26.0 |
| 8    | 롯데 자이언츠 | 144  | 66 | 1  | 78 | 0.458 | 27.5 |
| 9    | 삼성 라이온즈 | 144  | 65 | 1  | 78 | 0.455 | 28.0 |
| 10   | kt 위즈       | 144  | 53 | 2  | 89 | 0.373 | 39.5 |

## KBO 포스트시즌 대진표
|  | 와일드카드 결정전 | 와일드카드 결정전 | 와일드카드 결정전 |  |  | 준플레이오프 | 준플레이오프  | 준플레이오프 |  |  | 플레이오프 | 플레이오프  | 플레이오프 |  |  | 한국시리즈 | 한국시리즈  | 한국시리즈 |
|  |                   |                   |                   |  |  |              |               |              |  |  |            |             |            |  |  |            |             |            |
|  |                   |                   |                   |  |  |              |               |              |  |  |            |             |            |  |  | 1          | 두산 베어스 | 4          |
|  |                   |                   |                   |  |  |              |               |              |  |  | 2          | NC 다이노스 | 3          |  |  | 2          | NC 다이노스 | 0          |
|  |                   |                   |                   |  |  | 3            | 넥센 히어로즈 | 1            |  |  | 4          | LG 트윈스   | 1          |  |  |            |             |            |
|  | 4                 | LG 트윈스         | 1(+1)             |  |  | 4            | LG 트윈스     | 3            |  |  |            |             |            |  |  |            |             |            |
|  | 5                 | KIA 타이거즈      | 1                 |  |  |              |               |              |  |  |            |             |            |  |  |            |             |            |

### 와일드카드
와일드카드 결정전에서는 2년 만에 가을야구에 진출한 4위 LG 트윈스와 2011년 이후 5년 만에 가을야구에 진출한 5위 KIA 타이거즈가 격돌해 1차전에서는 헥터 노에시의 호투를 앞세워 4:2로 KIA가 승리했으나, 2차전에서는 팽팽한 투수전 끝에 김용의가 9회말 끝내기 희생플라이를 기록하며 1:0으로 LG가 승리르 거두며 1승의 어드벤티지를 얻은 LG가 준플레이오프에 진출했다. 1차전 MVP는 헥터 노에시, 2차전 MVP로는 류제국이 선정되었다.

### 준플레이오프
준플레이오프에서는 와일드카드 승자 4위 LG 트윈스와 정규리그 3위로 올라온 넥센 히어로즈가 대결을 펼쳤다. 2014년 플레이오프의 리턴매치로 치러진 시리즈에서 1차전에서는 헨리 소사의 호투와 타선의 응집력으로 LG가 먼저 1승을 가져갔으나, 2차전은 앤디 밴 헤켄을 앞세워 넥센이 동률을 만들었다. 3차전에서 유강남의 결승 투런포로 가져온 LG는 4차전에서 4:0으로 뒤진 경기를 역전시켜 5:4로 승리해 시리즈 전적 3승 1패로 플레이오프에 진출했다 준PO MVP로는 12타수 6안타 3타점으로 활약한 LG 트윈스의 유격수 오지환에게 돌아갔다.

### 플레이오프
플레이오프에서는 와일드카드와 준PO에서 승리를 거둔 4위 LG 트윈스와 정규리그 2위로 올라온 NC 다이노스가 만났다. 이 두 팀은 2014년 준PO의 리턴매치였다. 1차전은 2:0으로 뒤진 9회말에 LG의 필승 계투조인 임정우와 김지용을 무너트렸고 용덕한의 끝내기 안타로 3:2 역전승을 거둔 NC는 2차전에서도 7.1이닝을 호투한 재크 스튜어트와 박석민의 결승 2점 홈런으로 2연승을 거뒀다. 잠실에서 열린 3차전에서는 사사구 남발과 잔루가 쌓이는 졸전끝에 양석환의 끝내기 안타로 LG가 반격했으나, 4차전에서 NC가 홈런 3방을 앞세워 8:3으로 승리를 거두고 창단 5년 만이자 1군 진입 4번째 시즌 만에 한국시리즈 무대를 밟게 되었다. PO MVP로는 NC 다이노스의 3루수 박석민이 선정되었는데, 시리즈 기간 9타수 2안타 3타점을 기룩했으나 그 2안타가 2차전과 4차전 승리를 결정짓는 결승홈런이었다.

## 출전 선수 명단
| 팀          | 선수 명단 |
| 두산 베어스 | - 감독 - 김태형 - 코치 - 한용덕, 권명철, 장원진, 전형도, 강동우, 강인권, 강석천, 박철우 - 투수 - 더스틴 니퍼트, 마이클 보우덴, 장원준, 유희관, 김성배, 함덕주, 김강률, 이현호, 윤명준, 홍상삼, 이용찬, 이현승 - 포수 - 양의지, 박세혁, 최재훈 - 내야수 - 오재일, 오재원, 허경민, 김재호, 이원석, 최주환, 류지혁, 닉 에반스 - 외야수 - 민병헌, 김재환, 박건우, 정수빈, 국해성 |
| NC 다이노스 | - 감독 - 김경문 - 코치 - 이동욱, 전준호, 최기문, 박승호, 최일언, 이광길, 구천서, 양승관 - 투수 - 임정호, 이민호, 재크 스튜어트, 에릭 해커, 배재환, 임창민, 원종현, 장현식, 김진성, 구창모, 최금강 - 포수 - 김태군, 용덕한 - 내야수 - 박민우, 모창민, 이상호, 지석훈, 손시헌, 에릭 테임즈, 박석민, 조영훈, 이호준 - 외야수 - 김준완, 김종호, 김성욱, 이종욱, 나성범, 권희동   |

## 경기 기록
| 일시                                                              | 경기  | 원정팀(선공) | 스코어 | 홈팀(후공)  | 개최 구장             | 개시 시각 | 관중수   | 경기 MVP             |
| ----------------------------------------------------------------- | ----- | ------------ | ------ | ----------- | --------------------- | --------- | -------- | -------------------- |
| 10월 29일(토)                                                     | 1차전 | NC 다이노스  | 0 - 1  | 두산 베어스 | 서울종합운동장 야구장 | 14시 00분 | 25,000명 | 니퍼트 (두산 베어스) |
| 10월 30일(일)                                                     | 2차전 | NC 다이노스  | 1 - 5  | 두산 베어스 | 서울종합운동장 야구장 | 14시 00분 | 25,000명 | 양의지 (두산 베어스) |
| 11월 1일(화)                                                      | 3차전 | 두산 베어스  | 6 - 0  | NC 다이노스 | 마산종합운동장 야구장 | 18시 30분 | 11,000명 | 보우덴 (두산 베어스) |
| 11월 2일(수)                                                      | 4차전 | 두산 베어스  | 8 - 1  | NC 다이노스 | 마산종합운동장 야구장 | 18시 30분 | 11,000명 | 유희관 (두산 베어스) |
| 우승 : 두산 베어스 (5번째), 한국시리즈 MVP : 양의지 (두산 베어스) |       |              |        |             |                       |           |          |                      |

## 한국시리즈 경기 결과

### 1차전
2016년 10월 29일 - 서울종합운동장 야구장
| 팀                                  | 1 | 2 | 3 | 4 | 5 | 6 | 7 | 8 | 9 | 10 | 11 | R | H  | E | B |
| NC 다이노스                         | 0 | 0 | 0 | 0 | 0 | 0 | 0 | 0 | 0 | 0  | 0  | 0 | 3  | 0 | 5 |
| 두산 베어스 ◄                       | 0 | 0 | 0 | 0 | 0 | 0 | 0 | 0 | 0 | 0  | 1  | 1 | 11 | 1 | 6 |
| 승리 투수: 이현승 패전 투수: 임창민 |   |   |   |   |   |   |   |   |   |    |    |   |    |   |   |

- 애국가 : 가수 박정현
- 시구 : 박주원 (육군 상병)
- 1차전 MVP : 두산 더스틴 니퍼트 8이닝 0실점 2볼넷 4탈삼진 2피안타 (투구수 : 116개)

1차전에서 두산에서는 더스틴 니퍼트가, NC에서는 재크 스튜어트가 각각 등판했다. 두 선수간의 팽팽한 투수전으로 전개된 1차전이었다. 두산의 니퍼트는 8이닝 무실점, NC의 스튜어트는 6이닝 무실점으로 호투하며 투수전을 펼쳤다. 반면 양 팀 모두 타선은 무기력한 모습이었는데 두산은 찬스를 잡고도 주루사와 상대 호수비등이 나오며 어려운 경기를 펼쳤고, NC는 니퍼트와 이용찬, 이현승에게 단 3안타로 틀어막혀 공격을 풀어가지 못했다.
결국 이 승부는 10회말에 갈렸다. 두산은 10회말 공격에서 허경민의 안타 상황에서 김재호의 뜬공 타구를 NC 중견수 김성욱이 공을 잃어버려 타구를 놓치는 실수를 저지르며 찬스를 잡았고 이후 만루 상황까지 이어진 가운데 오재일이 끝내기 희생플라이를 치면서 두산이 1차전을 먼저 가져가는데 성공했다.

### 2차전
2016년 10월 30일 - 서울종합운동장 야구장
| 팀                                                                                   | 1 | 2 | 3 | 4 | 5 | 6 | 7 | 8 | 9 | R | H  | E | B |
| NC 다이노스                                                                          | 0 | 0 | 0 | 0 | 0 | 0 | 0 | 1 | 0 | 1 | 10 | 0 | 0 |
| 두산 베어스 ◄                                                                        | 0 | 0 | 0 | 1 | 0 | 0 | 0 | 4 | X | 5 | 9  | 0 | 2 |
| 승리 투수: 장원준 패전 투수: 에릭 해커 홈런: 두산 – 김재환(에릭 해커 상대로 8회 1점) |   |   |   |   |   |   |   |   |   |   |    |   |   |

- 애국가 : 가수 알리
- 시구 : 박인비 (2016 리우 올림픽 골프 금메달리스트)
- 2차전 MVP : 두산 양의지 4타수 3안타 2타점 (KS 2차전 타율 : 0.750)

2차전에서 두산에서는 장원준이, NC에서는 에릭 해커가 각각 등판했다. 이 날도 팽팽한 투수대결이 이어진 가운데, 두산이 4회말 1사 만루 찬스에서 양의지의 적시타로 선취점을 뽑는데 성공했고, 장원준에게 틀어막혔던 NC는 8회초 2사 1-3루 찬스에서 이종욱의 동점 적시타가 터지며 원점을 돌리는데 성공했다.
그러나 8회말 두산이 곧바로 8이닝째 투구를 들어가던 해커를 상대로 박건우의 몸에 맞는 공 이후 맞은 2사 3루에서 폭투로 점수를 뽑아냈고 이어서 김재환이 1점 홈런을 작렬시켜 해커를 마운드에서 내렸다. 그 뒤 에반스의 인정 2루타 후 오재일의 적시타, 다시 이어진 2사 2루에서 양의지의 적시 2루타까지 터지며 8회말 4득점 쐐기를 박으며 두산이 2차전도 가져가는데 성공했다.

### 3차전
2016년 11월 1일 - 마산종합운동장 야구장
| 팀                                                                                                   | 1 | 2 | 3 | 4 | 5 | 6 | 7 | 8 | 9 | R | H | E | B |
| 두산 베어스 ◄                                                                                        | 0 | 0 | 0 | 0 | 2 | 0 | 0 | 0 | 4 | 6 | 7 | 0 | 4 |
| NC 다이노스                                                                                          | 0 | 0 | 0 | 0 | 0 | 0 | 0 | 0 | 0 | 0 | 3 | 0 | 4 |
| 승리 투수: 마이클 보우덴 패전 투수: 최금강 세이브: 이용찬 홈런: 두산 – 김재환(최금강 상대로 5회 1점) |   |   |   |   |   |   |   |   |   |   |   |   |   |

- 애국가 : 가수 노을
- 시구 : 김덕근, 조영선 부부 (입양가족모임 대표)
- 3차전 MVP : 두산 마이클 보우덴 7.2이닝 0실점 4볼넷 11탈삼진 3피안타 (투구수 : 136개)

3차전에서 두산에서는 마이클 보우덴이, NC에서는 최금강이 각각 등판했다. 4회까지 0의 행진이 계속되었으나, 5회초 두산이 김재환이 선제 솔로포를 작렬시킨데 이어 2사 후 양의지와 허경민의 연속 2루타로 기선 제압에 성공했다. 그리고 9회초 공격에서 1사 만루에서 허경민의 2타점 적시타, 더블 스틸 후 2사 2-3루에서 박건우의 2타점 적시타가 터지며 쐐기를 박았고, 이용찬이 시리즈 첫 세이브를 거두며 두산이 21년만에 통합 우승에 단 1승만을 남겨두게 되었다. 반면 NC는 보우덴으로부터 찬스를 잡았으나 득점에 실패하며 끌려가는 모양새를 보였고 적시타 조차 나오지 못하며 영봉패를 당하고 말았다.

### 4차전
2016년 11월 2일 - 마산종합운동장 야구장
| 팀 | 1 | 2 | 3 | 4 | 5 | 6 | 7 | 8 | 9 | R | H  | E | B |
| 두산 베어스 ◄ | 0 | 1 | 0 | 0 | 0 | 3 | 0 | 0 | 4 | 8 | 14 | 0 | 3 |
| NC 다이노스 | 0 | 0 | 0 | 0 | 0 | 0 | 0 | 0 | 1 | 1 | 5  | 0 | 2 |
| 승리 투수: 유희관 패전 투수: 재크 스튜어트 홈런: 두산 – 양의지(재크 스튜어트 상대로 2회 1점), 오재원(이민호 상대로 9회 3점) NC – 에릭 테임즈 (이용찬 상대로 9회 1점) |   |   |   |   |   |   |   |   |   |   |    |   |   |

- 애국가 : 가수 노사연
- 시구 : 염용혁, 박하나 선수 (탈북 청소년 야구단 '퍼플')
- 4차전 MVP : 두산 유희관 5이닝 0실점 2볼넷 5탈삼진 3피안타 (투구수 : 99개)

4차전에서 두산에서는 유희관이, NC에서는 재크 스튜어트가 각각 등판했다. 4차전도 선취점은 두산의 몫이었다. 두산은 2회초 양의지의 1점 홈런으로 기선을 제압했다. 이후 양 선발은 모두 5이닝을 호투 한 채 마운드를 내려갔다. 그 이후 두산은 원종현으로부터 6회초 2사 1-2루에서 터진 양의지의 1타점 적시타와 뒤이어 터진 허경민의 2타점 2루타가 터지며 3점을 더 추가했다. 9회초에는 무사 1-3루에서 오재원이 3점 홈런을 작렬시키며 우승을 향한 축포를 쏘아 올렸고, 1사 2루에서 닉 에반스의 적시타를 추가하며 쐐기를 박았다. 반면 NC는 1회말 1사 1루와 6회말 무사 1-3루 기회를 놓치는 등 무기력한 공격력을 계속 보여주었고 9회말 테임즈가 솔로 홈런을 쏘아 올렸지만 대세는 기울어진 뒤였다.
결국 이용찬이 마지막 타자 이호준이 2루수 뜬공으로 처리하며 두산 베어스가 21년만에 통합 우승이자 통산 5번째 우승에 성공했다. 한국시리즈에서 두산은 2016시즌을 지배했던 더스틴 니퍼트, 장원준, 마이클 보우덴, 유희관으로 이어지는 "판타스틱 4" 선발진이 나성범, 에릭 테임즈, 이호준, 박석민으로 이어진 "나테이박"이 중심이 된 NC의 타선을 압도하며 시리즈 전승으로 우승을 달성해냈다.
- 한국시리즈 MVP : 두산 양의지 0.438 (12타수 7안타 1볼넷 1홈런 4타점 4득점)

## 중계 일정
2016년 한국 시리즈는 다음과 같은 방송사로부터 중계방송됐다.

### TV 중계
- 1차전
  - KBS 2TV - 캐스터: 김현태, 해설: 이용철, 조성환
- 2차전
  - SBS TV - 캐스터: 정우영, 해설: 이순철
- 3차전
  - MBC TV - 캐스터: 한명재, 해설: 이종범, 정민철
- 4차전
  - KBS 2TV - 캐스터: 김현태, 해설: 이용철, 조성환

### 라디오 중계
- 1차전
  - KBS-2R, SBS-R, KNN-R, GM-R (MBC경남 라디오)
- 2차전
  - SBS-R, KNN-R, GM-R (MBC경남 라디오)
- 3차전
  - KNN-R, GM-R (MBC경남 라디오)
- 4차전
  - KBS-2R, KNN-R, GM-R (MBC경남 라디오)

## 같이 보기
- 2016년 KBO 리그
- 2016년 월드 시리즈
- 2016년 일본 시리즈